# كول أرمسترونغ
كول أرمسترونغ (بالإنجليزية: Cole Armstrong)‏ هو لاعب كرة قاعدة أمريكي، ولد في 24 أغسطس 1983 في سوري في كندا.

## وصلات خارجية
- كول أرمسترونغ على موقع دوري كرة القاعدة الرئيسي (الإنجليزية)
- كول أرمسترونغ على موقعبيزبول رفرنس.كوم (الدوري الثانوي) (الإنجليزية)